# Charles Du Cane
Charles Du Cane (5 décembre 1825 – 25 février 1889) est un homme politique britannique qui est gouverneur de Tasmanie de 1868 à 1874.

## Biographie
Du Cane est né à Ryde sur l'île de Wight, en Angleterre en 1825. Il fait ses études dans le Surrey puis au Collège d'Exeter à Oxford. 
En 1852, il est élu député de Maldon, dans l'Essex, mais son élection est annulée lorsqu'on découvre que son élection a été entachée de corruption ; il est cependant prouvé que Du Cane lui-même est exempt de tout reproche.
Du Cane est ensuite nommé gouverneur de Tasmanie et arrive à Hobart le 15 janvier 1869. Il a affaire à une mini-crise constitutionnelle quand le Premier Ministre de Tasmanie, James Milne Wilson, menace de démissionner après le refus du Parlement de voter un projet d'impôts mais finalement Wilson retire sa démission et les élections générales ont lieu normalement.
Pendant le mandat de Du Cane, la Tasmanie connait une période de croissance et de prospérité grâce au développement de ses ressources et de son industrie et grâce aussi au développement des communications entre la Tasmanie, le continent et l'Angleterre.
Il quitte la Tasmanie en novembre 1874 pour retourner en Angleterre. Il meurt chez lui à Braxted Park dans l'Essex le 25 février 1889.